# Honda GL 1200 Gold Wing
Honda GL 1200 Gold Wing (používají se i jména Goldwing nebo GoldWing) je třetím modelem řady Gold Wing. 
Jedná se o plnohodnotný cestovní motocykl představený roku 1974 firmou Honda na motosalonu v italské Cologni. Při vývoji byl kladen velký důraz na spolehlivost, což bylo vyjádřeno rčením "Toto je první skupina řidičů, kteří si nemusí balit do zavazadel nářadí."
Gold Wing se stal vlajkovou lodí Hondy. V průběhu následujících třiceti let se původní plochý čtyřválec 1000 ccm vyvinul na plochý šestiválec 1800 ccm. 
Suchá hmotnost vzrostla z počátečních 265 kg na 389 kg (s prázdnou nádrží) u modelu GL1800.

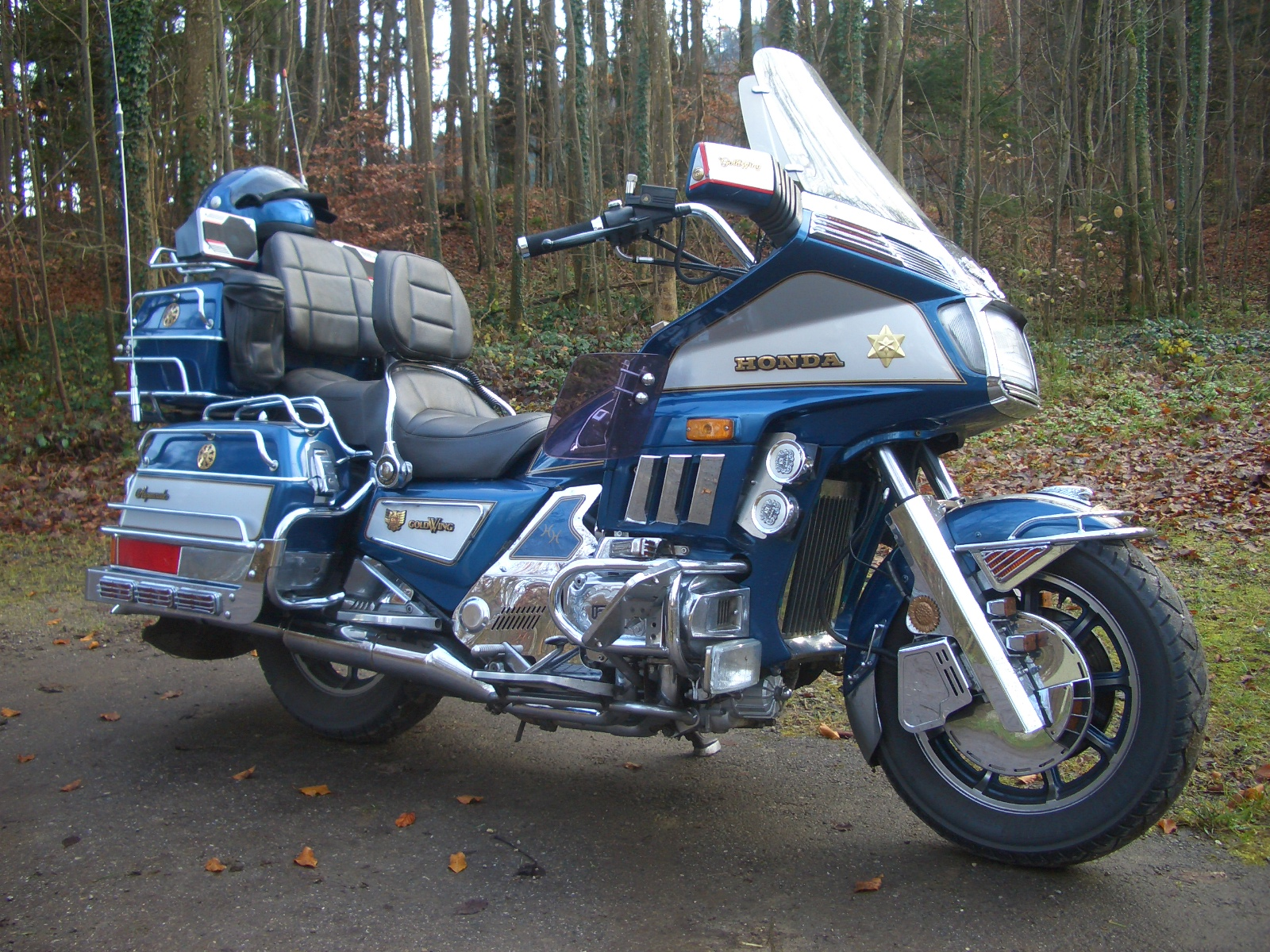
Honda Gold Wing GL1200 Full-Dresser

## Výrobce
Honda. V letech 1975 - 1980 byla výroba zahájena v Japonsku. Během výroby modelu GL1100 byla výroba přenesana roku 1980 do Marysville, Ohio, USA. Zde byla v roce 2010 výroba ukončena. V roce 2011 byla výroba přesunuta do prefektury Kumamoto v Japonsku. 
V roce 2011 nebyl uveden nový model. Modelový rok 2012 byl vyráběn v Japonsku na zařízeních převezených z původní americké továrny.

## GL1200
Honda Gold Wing GL1200 byla vyráběna v letech 1983 - 1987 ve verzích GL1200, GL1200 Interstate a GL1200 Aspencade.  Prodejní cena se podle modelu a vybavení pohybovala v rozmezí $7,900 - $10,000.

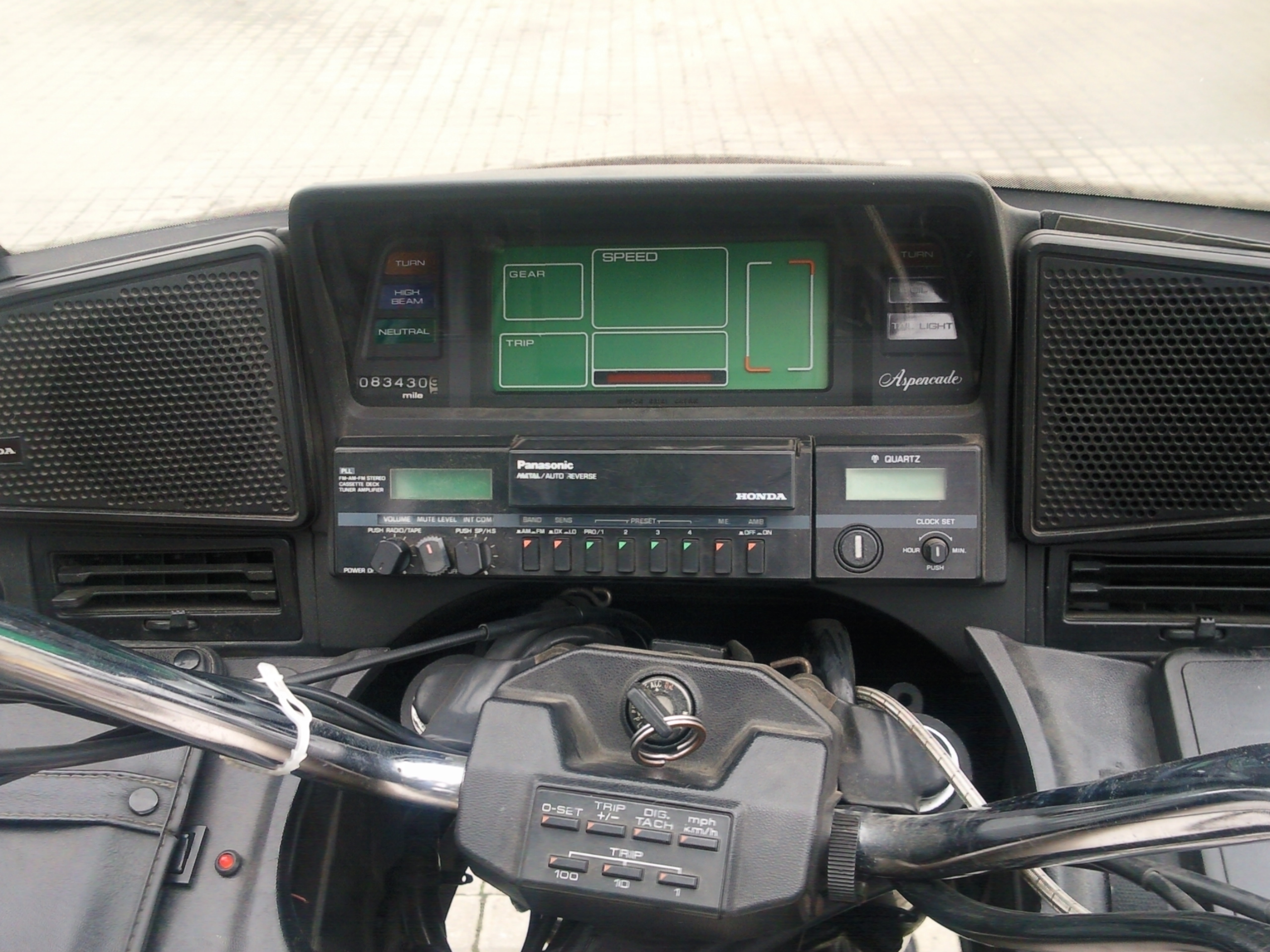
Honda GL1200 Aspencade 1984 LCD displej

Byla vybavena hydraulicky ovládanými ventily a spojkou. Tuhost předního a zadního pérování lze nezávisle nastavovat změnou tlaku vzduchu v pružících jedntotkách. Vzduchový kompresor je vestavěn a lze ho použít i pro dohuštění pneumatik. Přední vidlice má čtyřpolohově nastavitelný anti-dive systém. Modely Interstate a Aspencade mají zavazadlový prostor ve třech kufrech dohromady 140 litru. Další odkládací prostory jsou v bocích kapotáže, mezi nohama řidiče (kde mívají motocykly nádrž) a v područních opěrkách spolujezdce. Model Aspencade je vybaven digitálním LCD panelem a audiosystémem Panasonic. Motor byl vybaven hydraulickým vymezováním ventilových vůlí, čímž se stal tzv. bezúdržbovým. Čtyřválcový boxer má velmi hladký chod a plynulý záběr od nízkých otáček. Podle názoru výrobce bylo dosaženo limitů tohoto čtyřválcového motoru.
V roce 1985 připravila Honda speciální model GL1200L Limited Edition pro oslavu 10. výročí od zahájení výroby modelové řady Gold Wing. 
Cena motocyklu v provedení slunečná zlatá metalýza byla $10000. 
Nejdůležitější technickou novinkou bylo použití progamovatelné vstřikovací jednotky motoru.
Motocykl byl dále vybaven cestovním počítačem, tempomatem a audiosystémem se čtyřmi reproduktory. Pérování mělo systém automatického 
udržování světlé výšky.

### Rozměry
- Délka	2505 [mm]
- Šířka	 970 [mm]
- Výška	1510 [mm]
- Výška sedla	790 [mm], sedlo stavitelné ve 4 polohách
- Pohotovostní hmotnost	353 [kg]
- Nosnost		172 [kg]
- Maximální rychlost 241 [km/hod]

### Motor
- Objem motoru 1182 ccm, SOHC čtyřválec-boxer
- Čtyři karburátory průměr 32 [mm]
- Kompresní poměr	9:1
- Výkon 70,1 [kW]  (94 koní) / 7000 [ot/min]
- Kroutící moment 105 [Nm]
- Alternátor 12 V, max výkon 0,36 [kW] při 5000 [ot/min]

Hydraulické ovládání ventilů
Pořadí zapalování 1-3-2-4
Číslování válců ve směru jízdy
Vpravo	1-3
Vlevo	2-4

### Převodovka
- 5 stupňů

Pohon zadního kola kardanem

### Podvozek
- Rozvor	1620 [mm]
- Světlá výška	140 [mm]
- Stopa 120 [mm] při 30[°]
- Pneumatiky přední 130/90-16 67H, zadní 150/90-15 74H
- Nádrž paliva 22 [l], pod sedlem

Palivový systém přetlakový
- Pérování

přední pružinové + vzduchové, ve čtyřech úrovních nastavitelný anti-dive systém, zdvih 140 [mm]
zadní pružinové + vzduchové, zdvih 100 mm
- Brzdy duální. Nožní brzda působí na zadní kotouč a pravý přední kotouč. Ruční brzda působí na levý přední kotouč.

Přední dva kotouče průměru 232 [mm] a tloušťky 10 [mm] s dvoupístovými třmeny.
Zadní jeden kotouč průměru 250 [mm] a tloušťky 7 [mm] s dvoupístovym třmenem
- Palubní deska digitální

### Barevná provedení

#### 1984

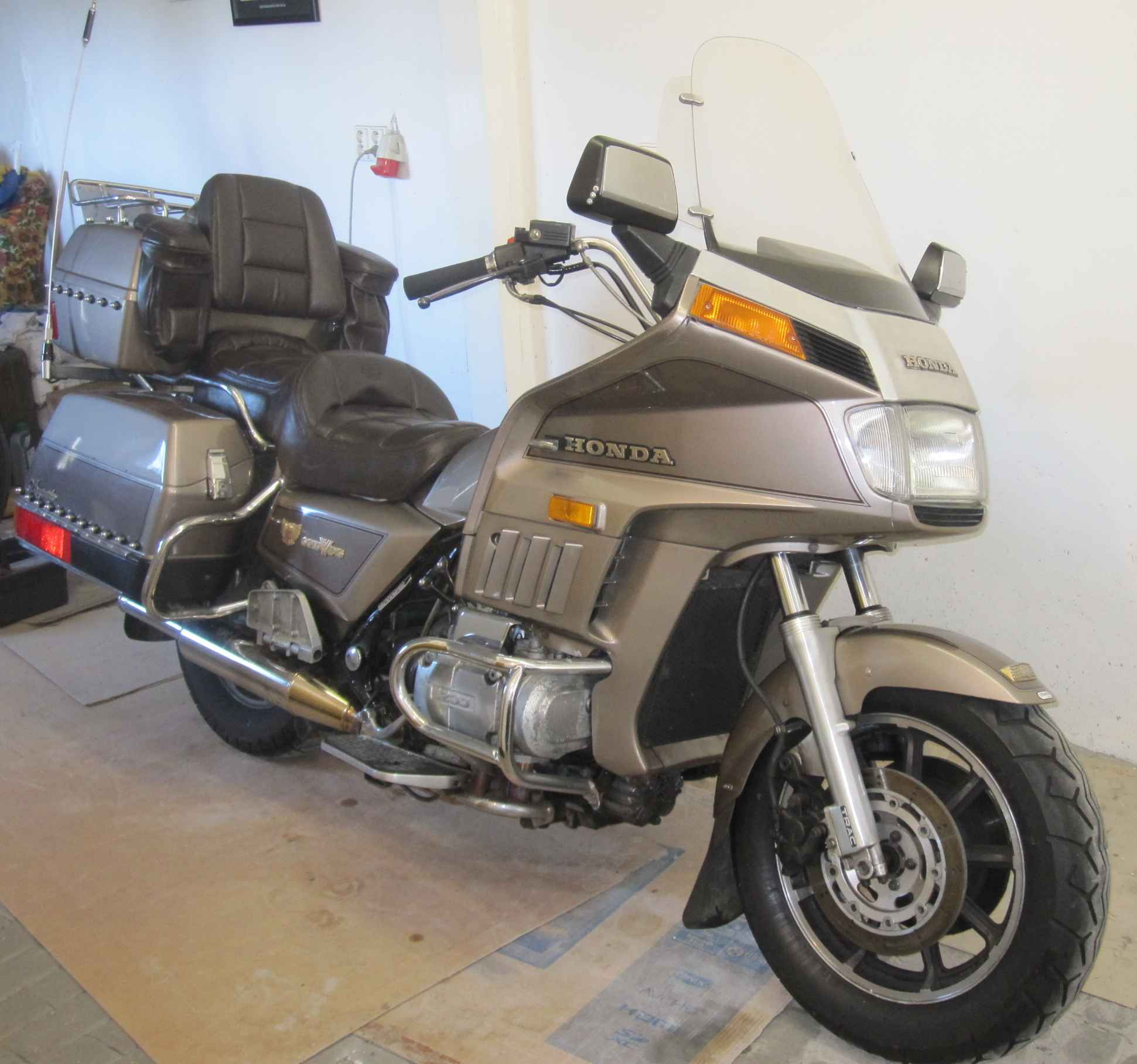
Honda Gold Wing GL1200 1984, Premium Beige Metallic

- 1984 GL1200 Standard

Candy Wineberry Red-U, R114CU 

Black-Z, NH1Z 

- 1984 GL1200 Interstate

Senior-Grey Metallic-U, NH136MU 

Pearl Siren Blue-A, PB123PA 

Candy Wineberry Red-U, R114CU 

- 1984 GL1200 Aspencade

Pearl Siren Blue-A, PB123PA 

Candy Wineberry Red-U, R114CU 

Premium Beige Metallic, UYR123MU 

#### 1985
- 1985 GL1200 Interstate

Candy Wineberry Red-U, R114CU 

Starshine Silver Metallic, NH144M 

Telstar Blue Metallic, PB142M 

- 1985 GL1200 Aspencade

Pearl Vintage Red-A, R137PA 

Satellite Blue Metallic, PB140M 

Sandy Beige Metallic, YR125M 

- 1985 GL1200 Limited Edition

Sunflash gold metallic, YR126M 

#### 1986
- 1986 GL1200 Interstate

Candy Wineberry Red-U, R114CU 

Black-Z, NH1Z 

- 1986 GL1200 Aspencade

Candy Wineberry Red-U, R114CU 

Premium beige metallic-U, YR123MU 

Pearl Siren Blue-A, PB123PA 

- 1986 GL1200 SE-i

Pearl Splendor Ivory-A, Y108PA 

#### 1987
- 1987 GL1200 Interstate

Pearl Beige Metallic, YR143M 

Amethyst gray metallic, NH178M 

- 1987 GL1200 Aspencade

Candy Wineberry Red-U, R114CU 

Black-Z, NH1Z 

Pleiades Silver Metallic-U, NH104MU 

## Fotogalerie

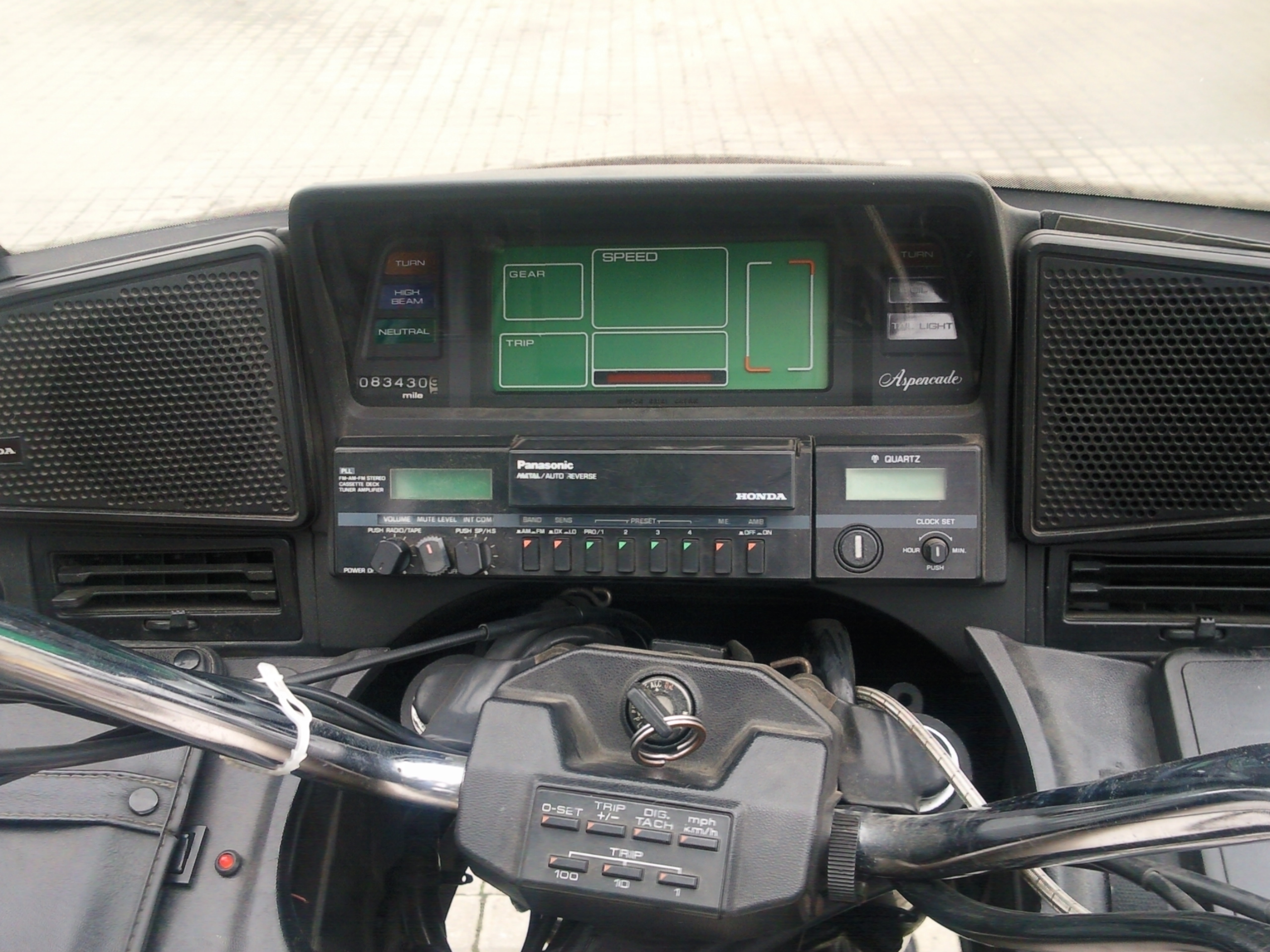
Honda GL1200 Aspencade 1984 CLD displej s audiosystemem Panasonic
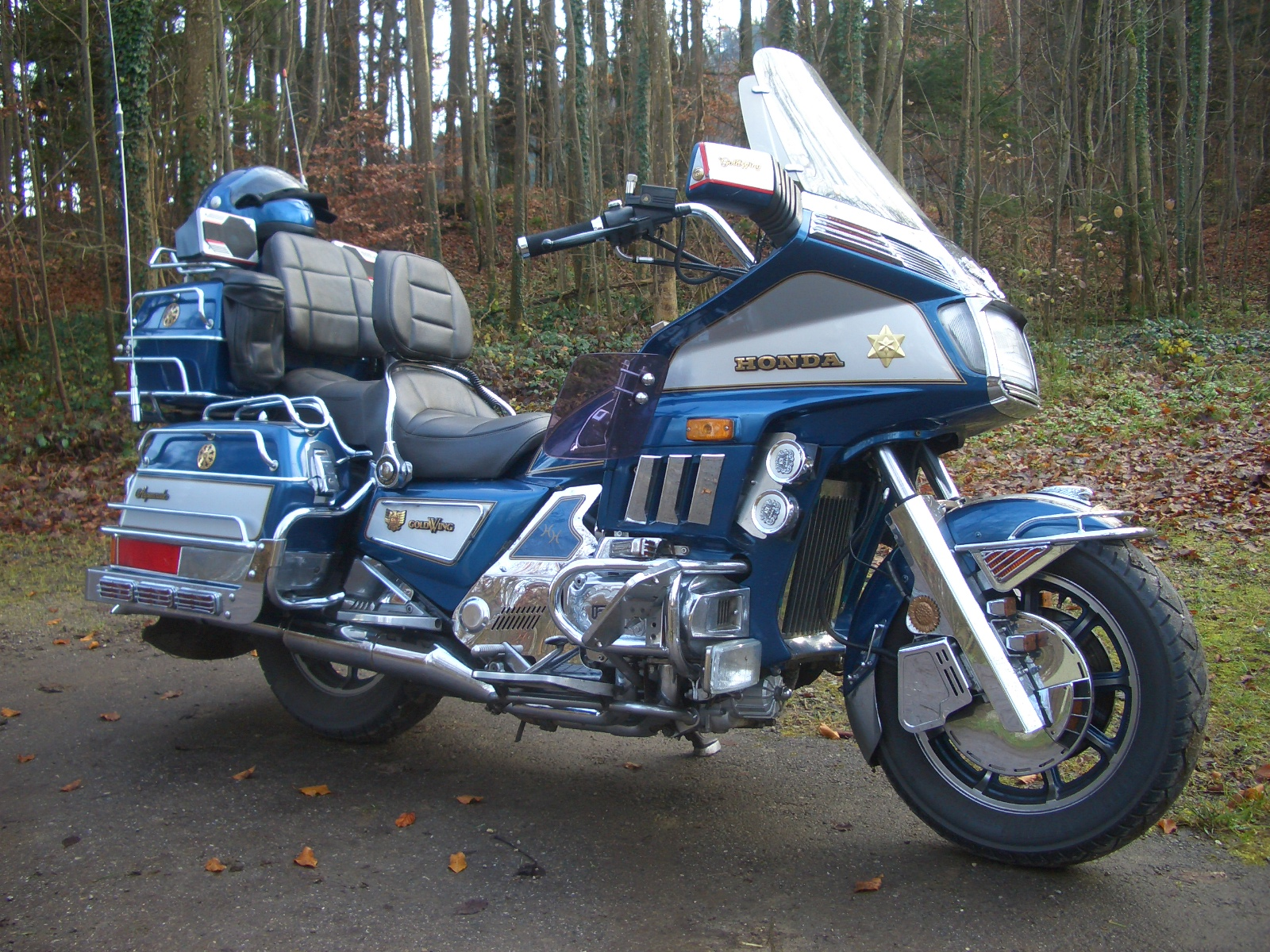
GL 1200 Aspencade, SC14, 1986
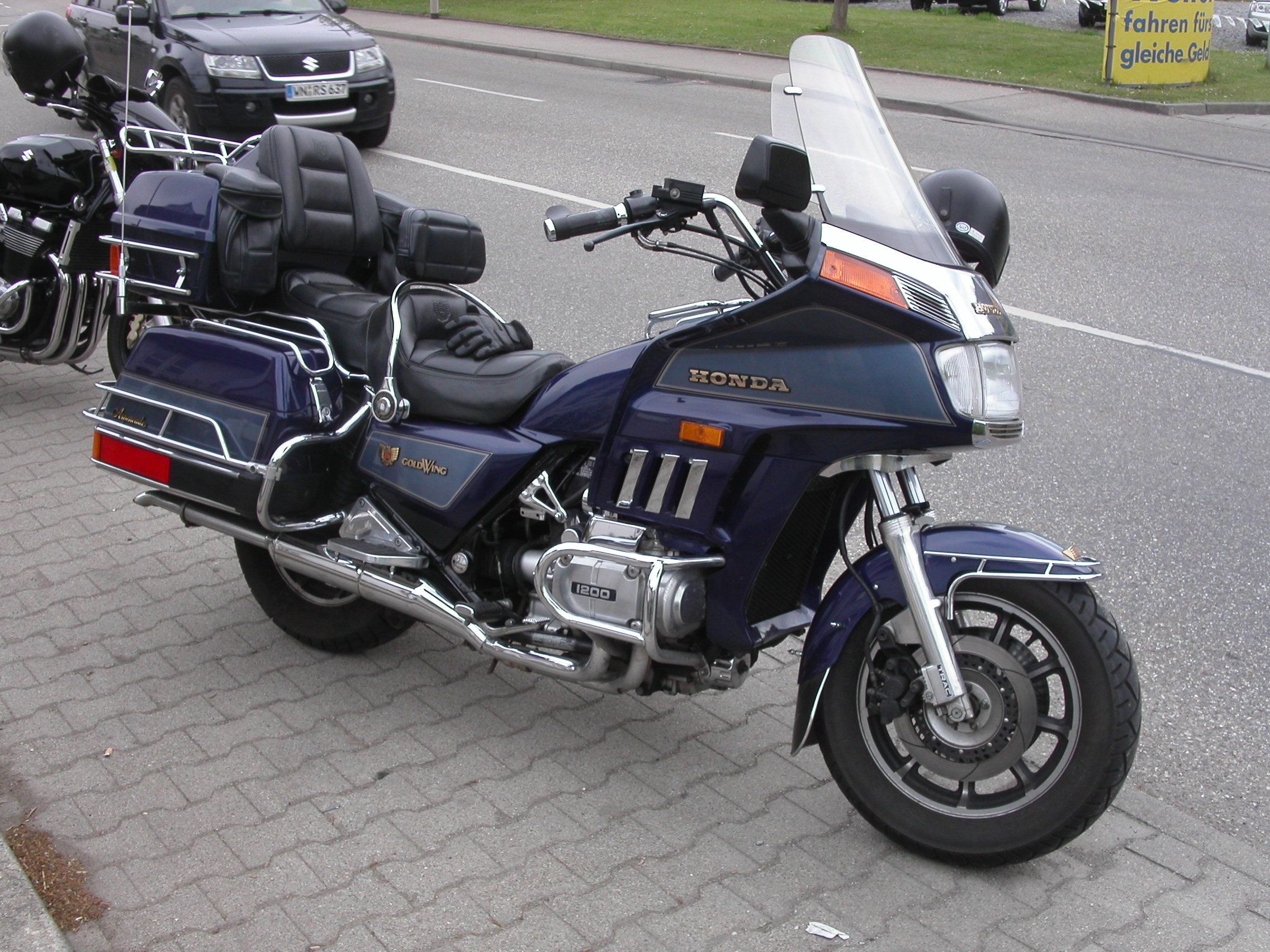
Honda Gold Wing 1200